# Order Świętego Jerzego (Imperium Rosyjskie)
Order Świętego Jerzego, pełna nazwa: Order Wojskowy Świętego Męczennika i Zwycięzcy Jerzego (ros. Военный орден Св. Великомученика и Победоносца Георгия) – carski rosyjski order wojskowy i jedno z najwyższych rosyjskich odznaczeń w latach 1769–1917. W 1992 odnowiony jako najwyższe odznaczenie wojskowe Rosji, pod nazwą Order św. Jerzego (Орден Святого Георгия).

## Historia
Został ustanowiony 26 listopada 1769 roku przez carycę Katarzynę II; następnego dnia zatwierdzono pierwszy statut orderu.
Podzielony był początkowo na cztery klasy, później dołączono kilka dodatkowych odznaczeń honorowych:
- I klasa – (wielka wstęga) krzyż wielki noszony na wstędze z trzech czarnych i dwóch żółtopomarańczowych pasków, zakładanej przez prawe ramię pod mundurem oraz czteropromienna gwiazda po lewej stronie piersi,
- II klasa – (komandoria z gwiazdą) duży krzyż noszony na wstążce na szyi oraz czteropromienna gwiazda po lewej stronie piersi,
- III klasa – (komandoria) mniejszy krzyż na wstążce na szyi,
- IV klasa – (krzyż kawalerski) mały krzyż na wstążce po lewej stronie piersi,

dodatkowo szable z oznaką orderową na gardzie: Broń Świętego Jerzego i Broń Złota, oraz czterostopniowy z nieemaliowanym krzyżem na wstążce Krzyż Świętego Jerzego, a także czterostopniowy Medal Świętego Jerzego.
W 1917 został zniesiony wraz ze wszystkimi innymi rosyjskimi odznaczeniami państwowymi w wyniku rewolucji październikowej i likwidacji Cesarstwa Rosyjskiego. Na jego miejsce sowieci ustanowili później Order Sławy, zachowując jedynie kolory i kształt wstążki dawnego orderu.
Po wymordowaniu części i emigracji reszty dynastii Romanowów order utrzymał status ich orderu domowego do czasów współczesnych.

## Zasady nadawania
Orderem mogli być nagradzani oficerowie za wybitne odznaczenie się w boju. Mogli go otrzymywać również cudzoziemcy. I i II klasa przeznaczona była tylko dla generałów, z czego pierwszą klasę nadawano za zwycięską kampanię. Order IV klasy do 1833 można było także uzyskać za długoletnią służbę (25 lat w armii lądowej lub 18 lub 20 odbytych kampanii przesłużonych w marynarce wojennej). W 1828 odebrano możliwość przyznawania tego orderu oficerom służby tyłowej, a w 1855 car Aleksander II całkiem zniósł możliwość uzyskania orderu św. Jerzego za wysługę lat (funkcję tę zaczął spełniać order św. Włodzimierza IV klasy). Od 1816 roku na orderach za wysługę lat widniał napis na poziomych ramionach krzyża: „25 liet” (25 летъ) lub „18” lub „20 kamp.” (18 камп.).
Nad orderem czuwała kapituła rosyjskich carskich orderów, której wielkim mistrzem był car. O nadaniu orderu I i II klasy decydował jedynie car, natomiast klasy III i IV nadawała rada (Duma) złożona z kawalerów orderu. Do odznaczenia przedstawiał bezpośredni przełożony oficera, w ciągu 4 tygodni od wydarzenia zasługującego na odznaczenie.
Order mógł otrzymać początkowo wyłącznie oficer. Dla podoficerów i szeregowych przeznaczone były Krzyż św. Jerzego i Medal św. Jerzego. Od 1855 IV klasa orderu mogła być nadawana za niezwykłą odwagę na polu walki niezależnie od rangi wojskowej, również szeregowcom.
Order dawał liczne przywileje w służbie i na dworze carskim. Najstarszym kawalerom orderu przysługiwała roczna pensja.

Pierwszym oficerem nagrodzonym orderem był podpułkownik 1. pułku grenadierów F.I. Fabricjan, który odznaczył się przy zdobyciu Gałacza 8 grudnia 1769; nr 2 płk Rönne, nr 3 płk Drewicz

za rozbicie 12 stycznia?/23 stycznia 1770 licznych sił nieprzyjacielskich w bitwie pod Dobrą w Polsce wraz z płk Rönne i odbicie 15 armat

## Insygnia
Order miał formę krzyża kawalerskiego, o ramionach pokrytych obustronnie białą emalią. W okrągłym medalionie znajdował się wizerunek św. Jerzego na koniu, porażającego smoka. Na rewersie krzyża na medalionie monogram św. Jerzego. Od 1845 ordery nadawane nie-chrześcijanom, zamiast wyobrażenia św. Jerzego miały czarnego orła carskiego.
Gwiazda orderu była czwororamienna, ze stylizowanymi promieniami rozchodzącymi się w kształt kwadratu od środkowego medalionu. Noszona była po lewej stronie piersi powyżej gwiazdy Orderu św. Włodzimierza. Na środkowym złotym medalionie monogram św. Jerzego, otoczony czarnym pierścieniem z dewizą: „Za służbę i odwagę” (За службу и храбрость). Według statutu, order św. Jerzego należało zawsze nosić na mundurze.

## Odznaczenia uzupełniające
Swojego rodzaju uzupełnieniem orderu było 5 krzyży, ustanowionych za udział w kampaniach bojowych dla oficerów, którzy nie zasłużyli jeszcze na nadanie orderu św. Jerzego lub św. Włodzimierza. Krzyż taki zaliczano jako 3 lata wysługi do nadania orderu św. Jerzego za wysługę, a nadawany później order św. Jerzego nadawano bez napisu oznaczającego wysługę. Były to: krzyż za Oczakow (za zdobycie Oczakowa w 1788 roku), krzyż za Izmaił (za zdobycie Izmaiłu 11 grudnia 1790) i krzyż za Pragę (podczas tłumienia powstania kościuszkowskiego w 1794), krzyż za Iławę Pruską (1807) i krzyż za Bazardżyk (22 maja 1810).
|  |  |  |  |  |

## Odznaczeni
Polskimi kawalerami orderu zostali między innymi: Jerzy Wołkowicki, Kazimierz Porębski, Karol Namysłowski, Józef Dowbor-Muśnicki, Jan Błyskosz, Mieczysław Wężyk (order IV klasy) oraz Władysław Anders.